# ワカルサ川
ワカルサ川 (ワカルサがわ、英語: Wakarusa River)は、カンザス州東部に位置するカンザス川の支流である。長さは80.5マイル (129.6㎞) である。主な支流は西から東に流れているが、川の最終到達地点は位置関係的ににローレンスの南部であるとされている。ワカルサ川は約8マイル (13km) の地点でローレンスの東部にあるダグラス郡のユードラでカンザス川に合流する。